# Santa Cruz, Querétaro Arteaga
Santa Cruz är en ort i Mexiko.   Den ligger i kommunen El Marqués och delstaten Querétaro Arteaga, i den centrala delen av landet, 190 km nordväst om huvudstaden Mexico City. Santa Cruz ligger 1 935 meter över havet och antalet invånare är 3 902.
Terrängen runt Santa Cruz är kuperad åt sydväst, men åt nordost är den platt. Runt Santa Cruz är det ganska tätbefolkat, med 120 invånare per kvadratkilometer. Närmaste större samhälle är Santiago de Querétaro, 16,5 km sydväst om Santa Cruz. Omgivningarna runt Santa Cruz är en mosaik av jordbruksmark och naturlig växtlighet.